# Винишки теракотени икони
Винишкита теракотени икони (на македонска литературна норма: Винички теракотени икони) са плочки, датирани от V – VII век сл. Хр., открити в крепостта Кале над град Виница, Северна Македония, от екип, ръководен от археолога Коста Балабанов през втората половина на 70-те години на XX век. 

## Откритие
Началото на разкопките на Винишкото кале е поставено през 1952 – 1953 година. Археолозите са установили, че мястото е използвано още епохата на неолита (3000 – 2800 г. пр.н.е.) до XI – XII век пр. Хр. Укреплението е с неправилна форма и обхваща площ от почти 25000 m².
Находките от този археологически обект привличат вниманието на обществеността през 1977 година, когато няколко фрагменти от керамични плочки са изложени в Археологическия музей в Скопие.
От 1985 година на Калето се правят непрекъснати археологически разкопки, като работата е съсредоточена главно на площадката, разположена в източната страна на градежа, където е открита първата и най-голямата колекция от теракотените икони – изхвърлени, вероятно след преизграждането на някаква култова сграда.
До 2007 година са открити и изследвани около 3000 m² от Калето, като са разкопани и открити много архитектурни структури.
Археологическата кампания през 2008 година продължава разкопките на източната и западната крепостни стени, както и на централната вътрешната част. Разкопани са 2500 m3. от най-значимите части на града и западната крепостна стена с дължина от 204 m и височина 4 m, както и четири полукръгли кули, една квадратна кула и една с пет ъгли.
По време на кампанията са открити голям брой археологически находки, както и теракотни икони с нови мотиви.
Теракотените икони от Виница са най-често излаганата археологическа колекция от културното наследство на Северна Македония. Теракотените плочки са показани за пръв път в София при откриването на Македонския културен център през 2005 година.

## Датиране
Според археолозите теракотените икони са изработени между V – VII век – епохата, когато Виница се намира в пределите на Римската империя (предполага се, че римското име на града по това време е Келемидин или Хармония).
Според Гергана Кабакчиева периодът, към който са датирни плочките, този район от Балканите е бил зачислен към префектура Илирик, и съответно поради тази причина надписите върху артефактите са на латински език, който се използва много повече от гръцкия в този регион на империята. Открити са обаче и плочки, които са датирани към IV и IX век сл. Хр., поради липсата на всякаква връзка със стратиграфията на другите открити артефакти на територията на Виничко кале.
Учените заключават, че повечето научни факти сочат към V – VII век сл. Хр. за дата на създаването им и че вероятно са били унищожени по времето на царуването на Император Лъв III (717 – 741), когато започва иконоборството и този регион на Римската империя преминава под юрисдикцията на Константинопол (тогава прекъсва и използването на латински в този регион).

## Размери
Теракотените икони са с размери 32 х 30 cm и 33 х 28 cm и дебелина между 4,0 и 4,5 cm.

## Сюжети и изображения
Според археолозите сюжетите изобразени на плочките, засягат най-вече теми, които са били актуални за ранното християнство – най-вече победата на живота над смъртта.
На някои плочки са изобразени светци в характерни случки от живота им; други изобразяват сцени от Библията, където основно доминират сюжетите от Стария завет; на трети са изобразени само текстове на латински език.
На някои от плочките са изобразени старозаветни пророци и християнски светци – Свети Христофор и Свети Георги; Свети Тодор (Змееубиец); Исус Навин и Калеб;
От изключителен научен интерес е изображението на Свети Георги върху една от плочките – именно тук той е представен с брада и това е единственото такова изображение на светеца. Всички останали, включително по-ранните такива, са унифицирани – светецът е млад, голобрад, с къдрава коса, която обхваща ушите му. Пълната канонизация на изображенията на светците се осъществява през 843 година след иконоборството, съответно изображенията на теракотените плочки от Виница са били създадени преди 726 година, когато започва периодът на иконоборството.
Теракотата с изображение на Свети Тодор, наричан Змееубиец, също свидетелства за тесни връзки с доантичното изобразително изкуство, които са напълно чужди за средновизантиския период. Първо, името на светецът е изписано само като Тодор (а не Тирон или Стратилат), което свидетелства, че е изображението е изработено преди установяването на култа към него (началото на X век). Особено интересна е главата на змея, която той държи копието, защото има фрагменти от същия калъп, които показват, че Свети Тодор убива човешка фигура (а не ламя), която спира копието му с двете ръце. Оттук учените лесно заключават, че представената главата на ламя, всъщност е военна insignia (от латински – тотем, символ), за която съществуват много данни, като в писмени, така и в изобразителното източници. Главата на змея като символ навлиза в Римската армия още през II век, но през IV век става официален символ на кохортите.

## Наименование
Наименованието „теракотени икони“ е възприето условно от учените историци и археолози, защото тези археологически артефакти не могат да се възприемат като икони в богословския смисъл на това понятие. Глинените барелефи от Виничко кале са по-скоро произведения на ранно-християнското изкуство включващи изображения на светци и библейски сцени.

## Плочката с надпис Bolgar
Фрагметни от въпросната теракотена плочка са открити през 1989 г. от екипа на проф. Балабанов. Находката се съхранява в музея в Скопие и не е била излагана публично. Датирането на плочката хвърля нова светлина върху становището на историците за миграцията на прабългарите на територията на Балканския полуостров. По-широка публичност в България барелефът получава през януари 2014 г., когато научно-популярното „Списание 8“ посвещава водещата тема на брой 1 за годината на „теракотените икони“ намерени на Винишко кале. Откривателят ѝ проф. Балабанов я интерпретира като бойна сцена от битка между Куберовите прабългари и местните славянски племена, според него битката се е разиграла след неуспешната обсада на Солун, когато като отмъщение войните на Кубер нападат някои крепости и селища в земите на Северна Македония.
Ако тази интерпретация е вярна, това би могло да е една от важните отправни точки в датирането на теракотените плочки намерени на Винишко кале. Но възниква въпросът с възможната подредба на фрагменти с други части от плочки или от тази същата композиция и интерпретацията на буквите SCL изписани върху една от тях. Възможно е изписаното да е съкращение на SCLAVIGI, зад което да се крие етнонима славяни, но съкращението SC, което е ясно четимо може да е и означение за SCS (съкращение на SANCTUS), което е изписано на плочките с изображения на Свети Данаил, Свети Тодор и Свети Архангел Михаил намерени също на Винишко кале.
Доц. Гергана Кабакчиева (НАИМ) е съгласна с хипотезата, че плочката доказва разселването на Куберовите прабългари в земите на Югозападна България и Македония, но според нея също трябва да се направи внимателен анализ на мястото, където са открити плочките и да се изясни въпроса с контекста на епохата към която евентуално принадлежат. Интерпретирането на тази теракотена плочка в историческия контекст, на който евентуално принадлежи, е проблематично. Липсват цялостни изследвания, а някои северномакедонски археолози и историци (Елизабета Димитрова), упорито се опитват да докажат, че въпросният артефакт няма нищо общо с миграциите на старите българи на Балканите.
Плочката надпис Bolgar се пази в Скопие, в депата на Историческия музей. Факт е, че дори проф. Елизабета Димитрова, която преподава в Скопския университет, не е била допусната да разгледа и снима плочката, за която публикува научено изследване. Според Александър Мошев, правителството на Северна Македония е притеснено поради политически причини от находката, която е проблем за доктрината на македонизма, ето защо плочката въобще не е излагана на показ. Мошев споменава в свое интервю, че официалната позиция за въпросната находка от Виница на научните среди в Скопие е, че и дума не може да става това надписът на латински Bolgar да е свързан по някакъв начин с прабългарите. Мошев твърди, че в Скопие силно се надяват да се намерят нови фрагменти от находката, които да покажат, че това е някакъв латински надпис с друг смисъл. Думата Bolgar според тях може да е начало на друга дума, но на латински няма дума, която да започва с Bolgar.

## Хипотези и спекулации
След 2014 година в българското медийно пространство с темата за теракотените плочки от Винишко кале многократно се спекулира. Някои журналисти многократно интерпретират тезата на българския историк Александър Мошев относно надписите върху плочките. Основната спекулация е относно плочката с надпис „Ахил“ и мнимият прабългарския произход на Омировия герой и че това е теза на Мошев.
В свое интервю за агенция BNEWS Мошев опровергава спекулациите с тезата му, която няма нищо общо с тезата му. Той пояснява, че хипотеза на северномакедонския археолог Коста Балабанов, е че сред местното тракийско население на Виница е присъствал култът към Ахил като към митичен прародител. Същевременно изследователите Елизабета Димитрова и Цоне Кръстевски твърдят, че това не е Ахил, а изображение на старозаветна сцена – риболовът на Товит. Но надписът върху плочката гласи „Ахилес“, а не Товит. Сюжетът на плочката говори, че това е Омировият Ахил, защото до него има кентавър – връзка засвидетелствана в древногръцката митология – връзката на Ахил с Хирон. Изображения на кентавър до християнски светец биха били неканонични, дори за ранните етапи на християнската иконография.
Според Мошев, плочките повдигат много други важен за българската история въпрос – колко различни са били трите етнически компонената – славяни, траки и прабългари, от които се твърди, че произлиза съвременната българска народност? Той изтъчква, че в изворите, които официално се изучават в Историческия факултет на Софийския университет „Климент Охридски“, се упоменава, че на Балканите има прабългари от края на V век, т.е. поне 200 години преди идването на прабългарите на Аспарух.